# Çelebi
Çelebi (på svenska även chelebi och tjelebi) är turkiska för "herre", "ståndsperson" och har använts främst i Osmanska riket som en adelstitel. Stundom användes ordet endast om västerlänningar och syriska kristna (den motsvarande titeln om osmanerna själva var då effendi), men även flera osmaner själva, däribland en sultan, har haft titeln. Çelebi har även i överförd betydelse blivit ett namn.
En rad personer är kända under namnet Çelebi:
- Ahmed Çelebi
- Evliya Çelebi
- Mehmet I Çelebi

Çelebi är även en stad i Turkiet.